# Heinemanhof

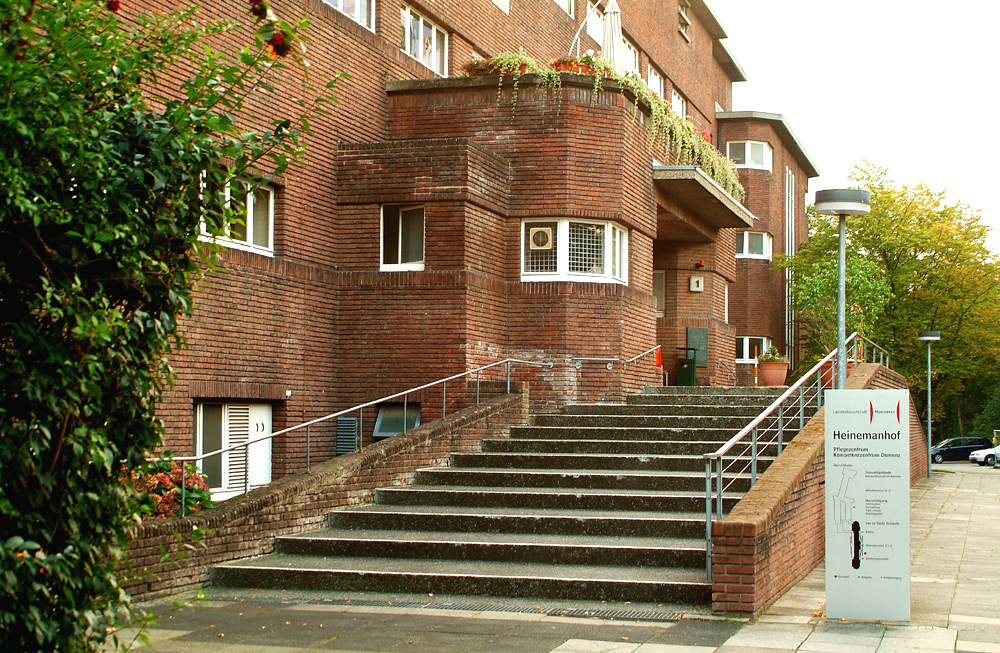
Aufgang zum ehemaligen Heinemanstift vor der Sanierung

Der Heinemanhof (früher auch Heinemann-Stift) in Hannover ist ein ehemals jüdisches Damenstift, das der Architekt Henry van de Velde Anfang der 1930er Jahre erbaute. Das als „national wertvolles Kulturdenkmal“ eingestufte Gebäude im Bauhausstil dient heute als überkonfessionelles Pflege- und „Kompetenzzentrum Demenz“ in der niedersächsischen Landeshauptstadt. Der Standort liegt in der Straße Heinemanhof an der Brabeckstraße im Stadtteil Kirchrode.

## Geschichte

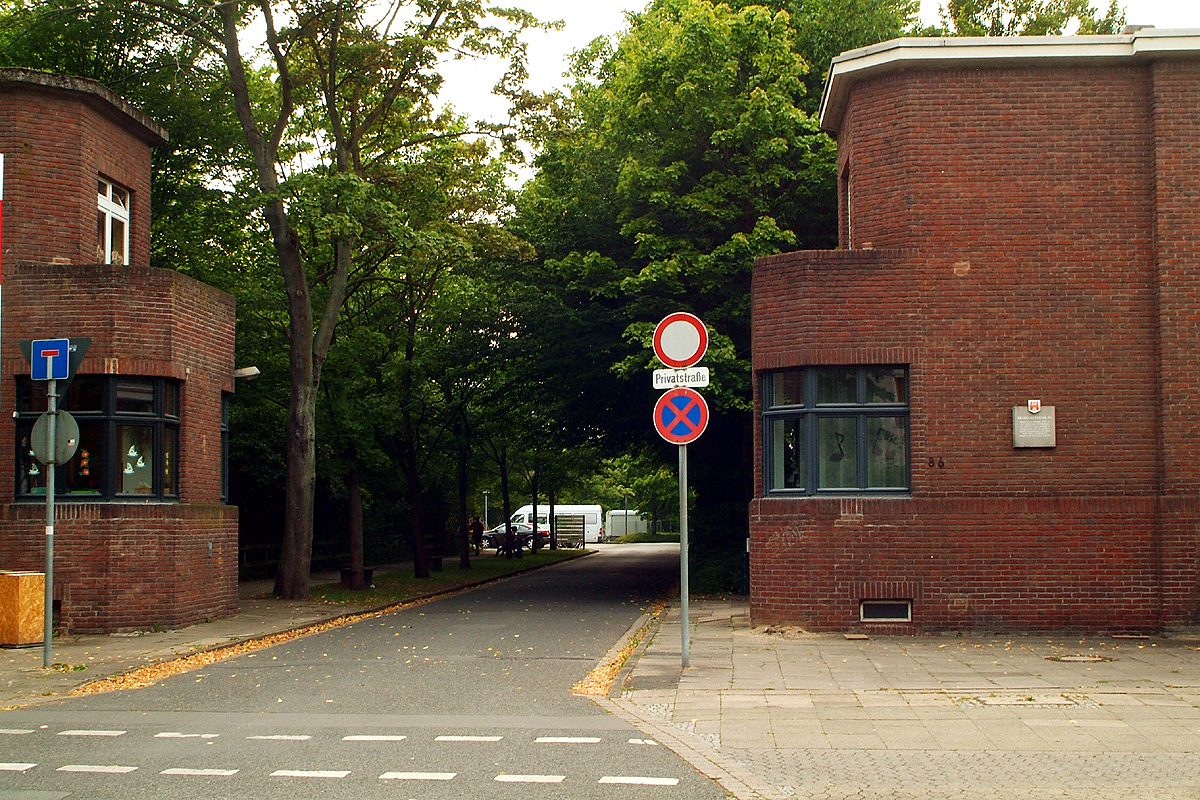
Die ebenfalls denkmalgeschützten „Torhäuser“ der Einfahrt von der Brabeckstraße in die „Privatstraße“ Heinemanhof

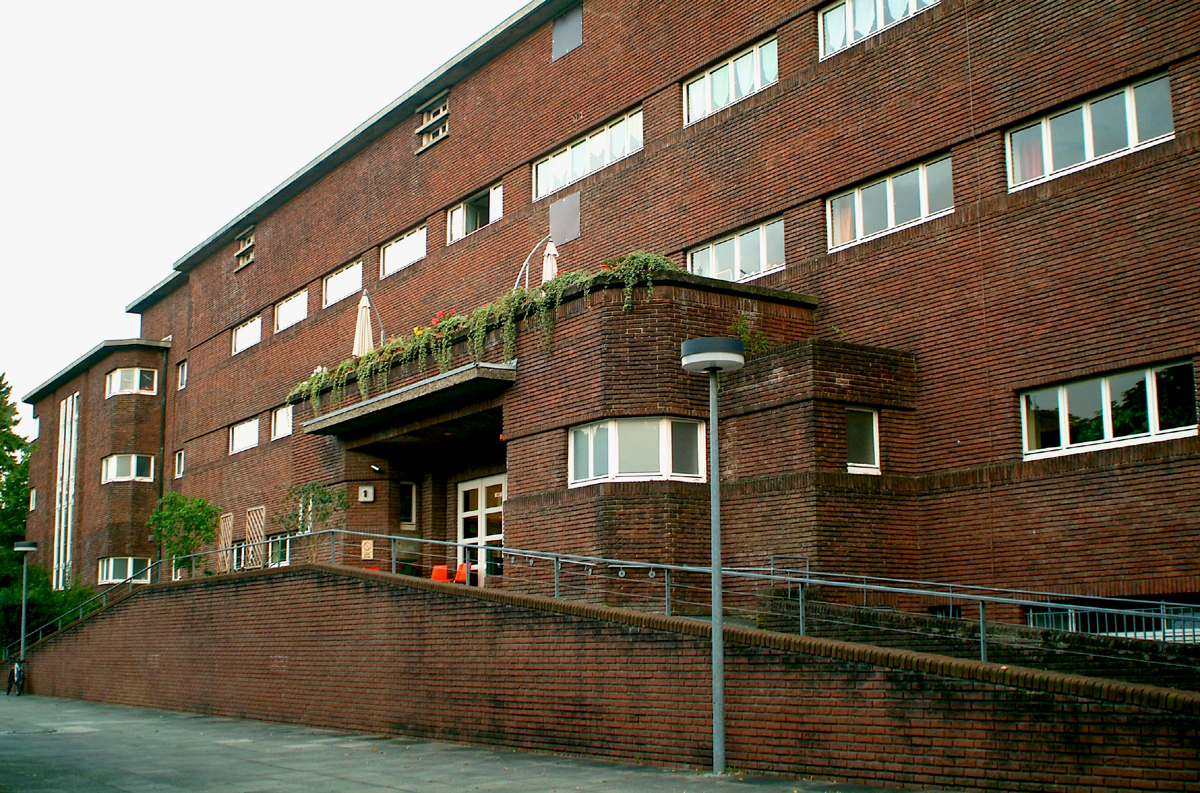
Blick auf den Eingangsbereich mit der Auffahrtrampe von Westen

Der 1872 als Kind der jüdischen Auswanderer aus Deutschland, Minna und James Heineman, in den USA geborene Industrielle Dannie N. Heineman begründete nach dem Tod seiner Mutter 1927

„… [gemeinsam] mit seiner Ehefrau Hettie zur Erinnerung an seine Studienzeit [.. an der Technischen Hochschule] in Hannover und zum Andenken an seine Eltern …“

1928 die Minna-und-James-Heineman-Stiftung. Nach der Stiftungsurkunde sollte

„… älteren, bedürftigen, alleinstehenden Damen der gebildeten Stände, vorzugsweise jüdischen Glaubens und vorzugsweise aus der Stadt Hannover, in einem eigenen Stiftungshaus Wohnung und Verpflegung für ihren Lebensabend gewährt werden, und zwar in der Regel unentgeltlich.“

Zur Durchführung der Stiftungszwecke wurde nun ein entsprechendes Gebäude benötigt: „Heinemann“ beauftragte den Architekten Henry van de Velde zum Bau des Heinemanhofes, den dieser in den Jahren 1930 bis 1931 errichtete mit besonders großzügig gestalteten Appartements. Das Alten- und Pflegeheim für jüdische Damen wurde dann von der Minna-und-James-Heineman-Stiftung unterhalten.
1930, etwa zeitgleich mit der Bauerrichtung, schuf der Garten- und Landschaftsarchitekt Wilhelm Hübotter den – in seiner ursprünglichen Konzeption nicht mehr erhaltenen – Garten des „Heinemanstifts“.
Nach der Machtergreifung durch die Nationalsozialisten 1933 lebten bis 1939, dem Jahr des Beginns des Zweiten Weltkriegs, rund 60 Personen im Heinemanstift (einschließlich des Personals). Doch spätestens 1941 änderte sich die Situation für die Heimbewohnerinnen in dem Ruhestift dramatisch: Durch die sogenannte „Aktion Lauterbacher“ wurde das Altersheim ab dem 4. September 1941 zu einem der 16 Judenhäuser für insgesamt 190 Hannoveraner Juden, die im November desselben Jahres in den Osten deportiert wurden. Gleichzeitig wurde die Minna-James-Heineman-Stiftung auf Anordnung des Reichsinnenministers in die Reichsvereinigung der Juden in Deutschland eingegliedert – und dann enteignet. Die ehemaligen Bewohner des Altersheimes wurden nahezu sämtlich „Opfer nationalsozialistischer Gewaltherrschaft“: Emmy Steinfeld etwa, geborene Rinteln, und Ida Steinfeld, geborene Hirschfeld, wurden 1942 zunächst nach Theresienstadt deportiert und schließlich in Treblinka ermordet. Von den ehemaligen Bewohnerinnen des Heinemanstifts kehrte nach den Deportationen in die Konzentrations- und Vernichtungslager Riga, Auschwitz oder Theresienstadt niemand zurück.
Unterdessen war das Gebäude des ehemaligen Heinemanstifts durch die NS-Volkswohlfahrt erworben worden. Zuvor war in der Nähe des Gebäudes des ehemaligen Generalkommandos der deutschen Wehrmacht (heute, Stand September 2012: Kurt-Schumacher-Kaserne des Wehrkreiskommandos an der Hans-Böckler-Allee), das bereits 1938 fertiggestellt worden war, das etwa zeitgleich in der Bult errichtete Altersheim der Gustav-Brandtschen Stiftung „für unbescholtene bedürftige christliche Männer aus der Kaufmannschaft“ errichtet worden. Nachdem nun die ehemaligen Bewohner des Heinemanstifts deportiert worden waren, wurde 1942 das Gebäude der Gustav-Brandtschen-Stiftung durch die Wehrmacht beschlagnahmt und 1942 nun die männlichen Bewohner christlichen Glaubens in das ehemalige Damenstift umgesiedelt. Noch im selben Jahr wurde das Gebäude der Gustav-Brandtschen-Stiftung durch die Luftangriffe auf Hannover vielfach beschädigt.
Nach dem Ende des Zweiten Weltkrieges wurde das ehemalige Heinemanstift von 1945 bis 1958 für die Unterbringung britischer Militäreinheiten genutzt. Schließlich wurde der Henry-van-de-Velde-Bau der 1960 wiedergegründeten Minna-James-Heineman-Stiftung zurückgegeben. Diese verkaufte das Gebäude an die Stadt Hannover, die mit dem Haus dann zunächst Obdachlosen Zuflucht gewährte.
In den späteren Wiederaufbaujahren baute die Stadt Hannover von 1965 bis 1968 – 1969 wurde vor dem Gebäude die Skulptur Tanzende von Herbert Volwahsen aufgestellt – und später auch 2007 das ehemalige Stift jüdischer Hannoveranerinnen zu einem größeren Alten- und Pflegeheim aus; zahlreiche Neubauten rings um das ehemalige Damenstift beeinträchtigen seitdem die Wirkung des van-de-Velde-Baus. Insbesondere das ehemals durch den Garten- und Landschaftsarchitekten Wilhelm Hübotter konzipierte parkartige Freigelände wurde massiv überbaut.

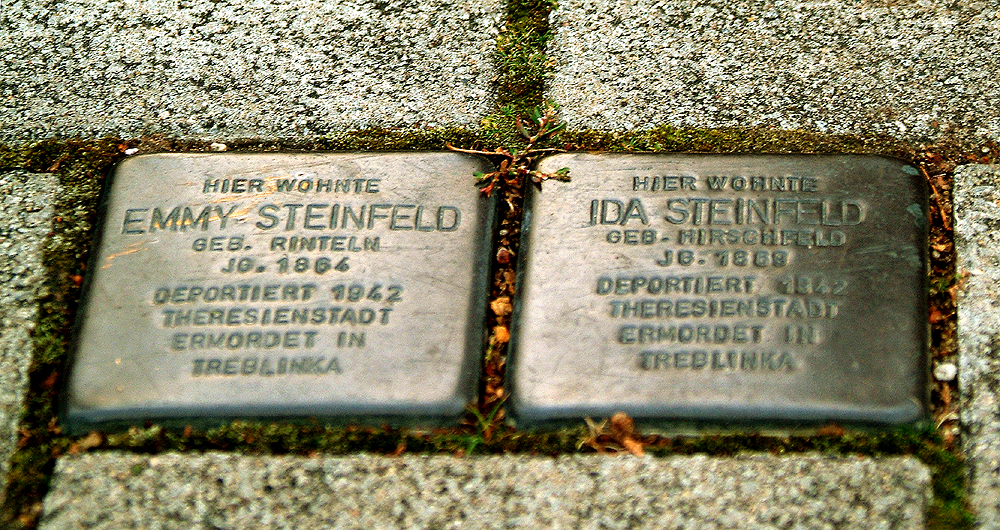
Stolpersteine gegen das Vergessen in der Brabeckstraße, hier für Emmy und Ida Steinfeld
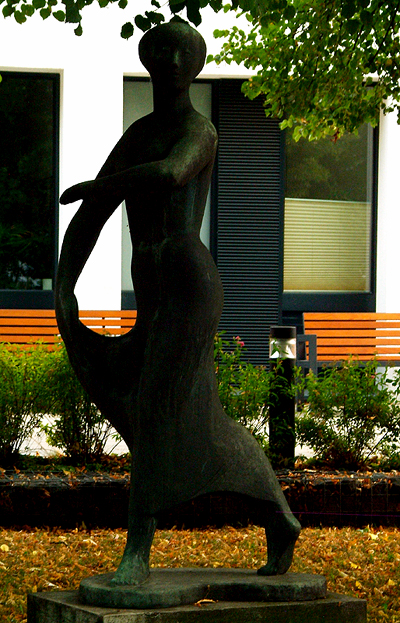
1969 im Hof aufgestellte „Tanzende“ von Herbert Volwahsen
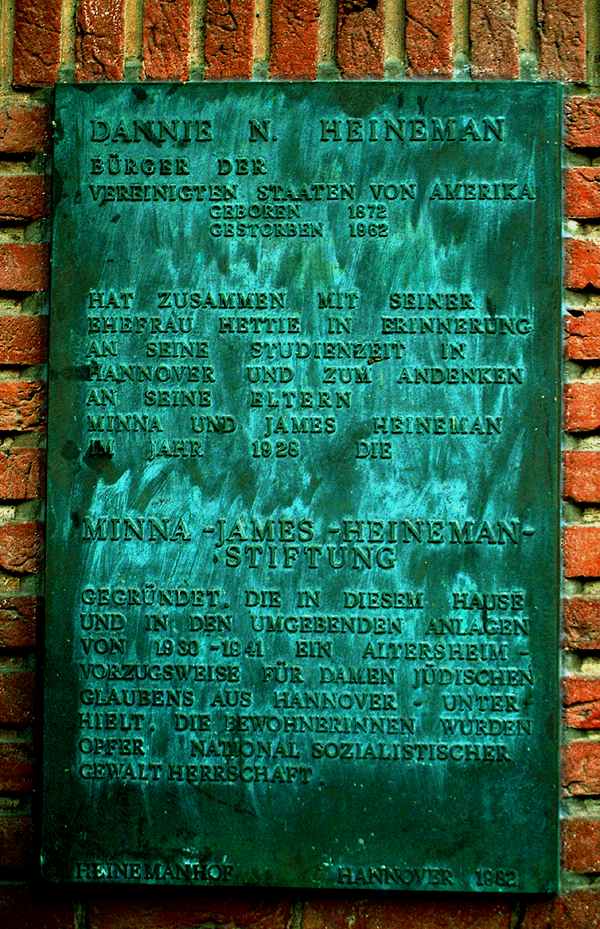
Am Haupteingang zum historischen Gebäude angebrachte Gedenktafel
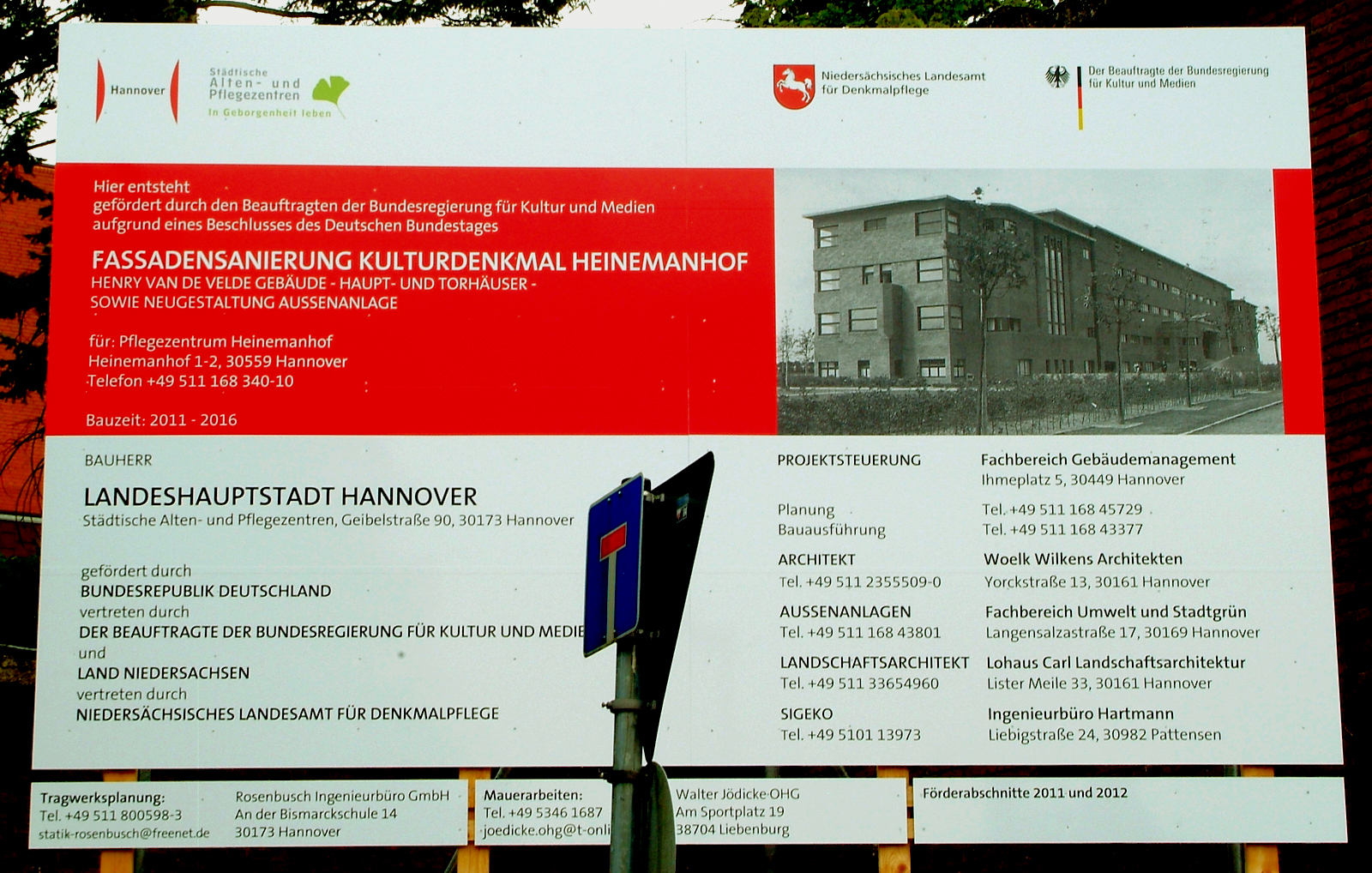
Infotafel zur Sanierung von 2011 bis 2016
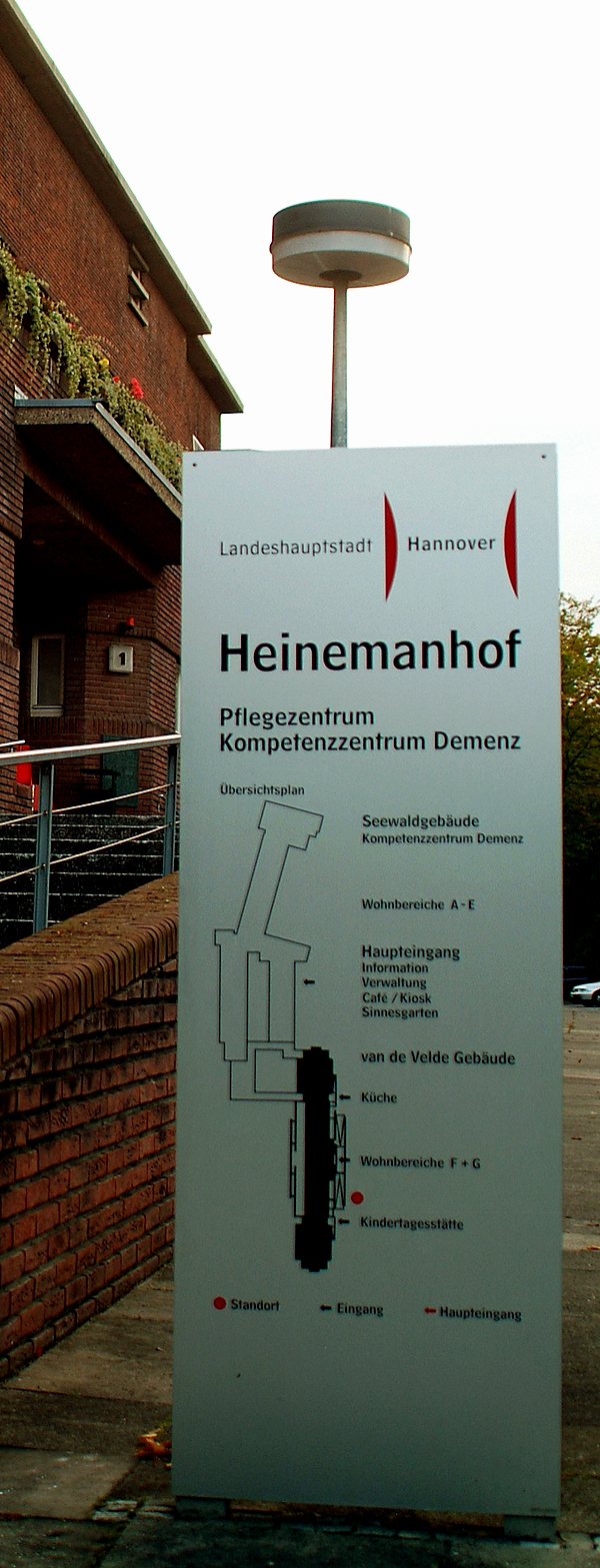
Gebäudeplan „Heinemanhof“Kompetenzzentrums Demenz mit dem angebauten Seewaldgebäude

Von 2011 bis 2016 wurde die Dauer der Sanierung des Heinemanhofs angesetzt.

## Heinemanhof Pflegezentrum Kompetenzzentrum Demenz
Das heute städtische Alten- und Pflegeheim titelt heute als „Heinemanhof Pflegezentrum Kompetenzzentrum Demenz“. 2009 verfügte die Einrichtung insgesamt über mehr als 150 Pflegeplätze, darunter rund 100 für geronto-psychiatrisch betreute Menschen.

## Baubeschreibung des historischen Hauptbaus
Die bald 500 m lange Fassadenfront des langgestreckten Hauptbaus, den Van de Velde Anfang der 1930er Jahre mit „belgischen Handstich-Klinkern“ verblendete, zeigt eine „ruhige Nordseite mit schmalen Fensterbändern“, der eine Rampe als Eingangsvorbau vorgelegt wurde. Dagegen wird die rhythmisch bewegte Südseite durch mehrstufig vorgezogene Treppen, Vorbauten, Erker und Balkons belebt.